# Velika nevolja oca Dickersona
Velika nevolja oca Dickersona: priča iz Colorada hrvatski je crnohumorni roman Mislava Gleicha objavljen 2022. godine.
Priča prati pustolovinu oca Juliana Dickersona, svećenika nevjernika iz ruralnog Shandsvillea u Coloradu. Nakon što jedne noći pijan pregazi sumnjivog pješaka i napravi cirkus od mjesta zločina, Dickerson se pronađe u centru potrage za pola milijuna dolara koje je ukrao sa žrtve. U priču će se upetljati mafijaši iz Chicaga i Novog Meksika, priglupi šerif i njegov posinak, seljak sa sačmaricom, heavy metalci i drugi šaroliki likovi.

## Sadržaj
Jedne maglovite noći u Coloradu, otac Julian Dickerson u pijanom stanju nasmrt gazi neočekivanog pješaka Dereka Savija. Bojeći se zatvora, on sklanja truplo u šumu. Međutim, pokaže se da pokojnik sa sobom nosi pištolj i torbu punu novaca. Svećenik uzima nabrojane predmete (i, pijan, muškarčeve cipele), u drvo nad tijelom ucrtava križ (slučajno okrenuti), te nastavlja prema gradiću Shandsvilleu. Ondje posjećuje dućan kako bi kupio cigarete i bombone, te u njemu razgovara s mjesnim adolescentima Huckom i Joeom koji su se taman naumili drogirati LSD-om. Iza toga posjećuje prijateljicu Misty kako bi uz njezinu pomoć dokučio što napraviti. Idući dan, u Chicagu mafijaški šef Sousa očekuje vijesti o obavljenoj transakciji. Sav je u dugovima, i jedva je prikupio pola milijuna dolara da otplati stari dug neprijateljskom mafijašu Metzgeru iz Novog Meksika. No, njegov podređeni dvojac, Jackall i Sebastian, priopćuju mu kako se Derek Savio zadnje javio iz Colorada i kako nikad nije dostavio pola milijuna dolara Metzgerovom čovjeku. Sousa odlučuje pod svaku cijenu doći do novaca, strahujući od Metzgerove osvete.
Julian se budi kod Misty i susreće njezinog slaboumnog mlađeg brata Roberta, te Billyja, njezinog dečka. Nešto kasnije, spašava Roberta od nasilnika, a s Huckom i Joeom sklapa dogovor da neće nikomu pisnuti da je vidio njihov LSD noć ranije, pod uvjetom da oni nikomu ne odaju da je u dućan došao pijan. Uskoro se otkriva Savijev leš. Na poprište zločina dolazi budalasti šerif Buddy Shaggerton sa svojim posinkom Garyjem. On pri pogledu na truplo i obrnuti križ zaključuje kako je riječ o sotonističkom ubojstvu, što razglašava u medijima. Svoju istragu odlučuje prenijeti u obližnji Shandsville, gdje slučajno nailazi na Juliana koji pak potpiruje njegovu ideju o sotonistima (kako bi krivnju svrnuo sa sebe).
Sousa šalje Jackalla i Sebastiana u Colorado po novac. Dok jedne noći Billy vodi Misty na romantičnu večeru, Julian ostaje čuvati Roberta, no pijan povede momka u striptiz klub gdje se posvađa s izbacivačem. Prilikom bijega, Robertove se tenisice rastrgaju, pa mu svećenik daje Savijeve cipele. Iduće jutro, šerif počinje ozbiljno sumnjičiti Hucka i Joea, mjesne heavy metalce. Jackall i Sebastian stižu u Shandsville, te slučajno ugledaju Roberta u Savijevim cipelama. Obojica ga brutalno izmlate i saznaju za Juliana. Robert nakon napada pada prestaje govoriti. Pri povratku u župnu kuću, Julian automobilom slučajno udara Jackalla koji je krenuo da ga ispita. Mafijaš ostaje bez svijesti, a njegov kolega bježi i telefonira Sousi da mu je potrebna pomoć.
Šerif i Gary provaljuju Joeu u sobu i nailaze na plakate black metal bendova poput Burzuma (koji obiluju stravičnim figurama i pentagramima), zbog kojih šerif još dublje povjeruje da su mladići upleteni u sekte. Juliana subrat Fickwacker traži da se odrekne mantije, zbog čega ovaj odlučuje biti bolja osoba; no, njegovi se planovi sutradan poremete jer više nitko u gradu ne želi imati posla s njime. Jedini je šerif željan njegova društva, zbog istrage; on ga vodi u svoju motelsku sobu i iznosi mu svoju teoriju. Svećenik i šerif potom zajedno odlaze u bar gdje šerif može upoznati Moorea, Huckovog i Joeovog dilera za koga vjeruje da je na čelu sekte. Julianu u baru prilazi prostitutka i on izlazi s njom na zrak, ali samo kako bi joj udijelio novac. No, prekida ih Moore, koji je između ostalog i svodnik, te smatrajući da svećenik trati vrijeme jednoj od „njegovih cura“, on ga isprebija. Poražen i ponižen, Julian razmišlja o događajima iz prošlosti koji su ga oblikovali. Desetak godina ranije, pomogao je tinejdžerici Miji da pobjegne iz Shandsvillea. Mia je bila Mooreova prostitutka, a otac ju je kod kuće zlostavljao. Julian je ukrao župni novac i njime pokrio troškove Mijina odlaska. U tom razdoblju umro mu je i otac, pa je zbog svega izgubio vjeru.
U sadašnjosti, Sousa i njegov čovjek Matt stižu u Shandsville. Istovremeno i Metzger kreće u Colorado kako bi se osobno osvetio Sousi. Billy, uvjeren da ga Misty vara s Julianom, odlučuje uhoditi njih dvoje kako bi saznao istinu, a sa sobom nosi i sačmaricu. U baru šerif napokon uhićuje Hucka i Joea zbog posjedovanja LSD-a i sumnje da su ubili Dereka Savija. Julian ide k Misty po Savijeve stvari kako bi se s njima predao policiji. Vidjevši kako svećenik zalazi u kuću njegove djevojke, Billy provaljuje unutra, no jednom kad zapazi torbu punu novaca, on pošteđuje Juliana i Misty. U ludilu uzima novac i kreće van grada kako bi dao otkaz na omraženom poslu. Julian strahuje da će Billy nekog ozlijediti pa on i Misty jure za njim. Mafijaši iz Chicaga i Novog Meksika pridružuju se potjeri. Šerif, koji je pri razgovoru s Huckom i Joeom shvatio da je Julian pravi krivac, hita s Garyjem za njima. Velika potjera završava na prometnici izvan grada. Umiru svi mafijaši, a s njima i Billy. Sousa prije smrti pokuša ustrijeliti Garyja, ali Julian iskače pred mladića i spašava mu život, pokupivši pritom metak.
Julian se budi u bolnici. Šerif mu obećava kako će mu oprostiti za zločine jer je spasio život njegova posinka. Gradićem se pronosi vijest da je Julian spasio život policijskog novajlije, pa svećenik svim stanovnicima raste u očima i spašava svoj ugled. Šerif uhićuje Moorea, a Robert se vraća u svoje normalno stanje. Saznaje se i da je Robert ranije prepolovio pola milijuna Savijevih novaca, a da je jedna polovina ostala kod Misty. Misty novcem uređuje bar i zaprima brojne goste. Ondje organizira plesne večeri na kojima otac Dickerson, Robert i brojni drugi stanovnici sretno plešu.

## O knjizi
Gleich je knjigu napisao u jesen 2018. godine, dok je bio u vrlo sretnom razdoblju života, no nije bio zadovoljan rukopisom. Vratio mu se tek za vrijeme pandemije krajem 2020. i tad je nastavio rad na njemu. Naglasak romana stavljen je na kompleksnom zapletu, šarolikim i ekscentričnim likovima, te pozitivnoj poruci. Gleich je rekao kako je, premda je ranije pisao mračne romane, s ovime "htio napraviti izuzetak", zbog čega je "Dickerson […] sretan roman". Glavna tema jest iskupljenje. Gleich je puno istraživao pojedinosti Colorada da ga što vjerodostojnije predoči, a poslužio se i brojnim referencama specifičnim za tu saveznu državu u knjizi. Neven Brlek je o romanu rekao sljedeće: "[...] [C]iljano je Americana. Utopljen je u specifičnu američku kulturu i vrvi simbolima američkog života (bejzbol, mali koloradski grad, stari pick-up kamionet, Stjenjak, sačmarice, gangsteri, šerif...), a struktura mu je gotovo filmska. U priči se istražuje i cijeli splet likova i njihovih individualnih stvarnosti, a situacije ne izlaze iz zadanih granica dozvoljenih u tom žanru."
Velika nevolja oca Dickersona sadržajno vuče inspiraciju iz radova braće Coen i Guya Ritchieja (filmova poput Farga i Spaliti nakon čitanja), a stilski iz Stephena Kinga, Charlesa Dickensa i Winstona Grooma. Humor je na trenutke alanfordovski. Eponimski junak, otac Dickerson, baziran je na liku Ebenezera Scroogea iz Božićne priče, a njegov je razvoj Gleich opisao kao "dickenzijanski", jer otac Dickerson iz "ogorčenog starčića, gotovo mizantropa" postaje pozitivna osoba. Knjiga zbog toga nosi pozitivnu poruku. Urednica i novinarka Sandra Pocrnić Mlakar rekla je kako se "oko sredine romana događa [...] obrat – na ironiju i stil smo se navikli, ali sada roman čitamo radi glavnog junaka i za njega navijamo.
Imena pojedinih svećenika, poput Bendenburpa, Fickwackera i Crampstiffa, također nose dickenzijanski prizvuk. Prema Gleichu, "ateizam je bio ključni element da od oca Dickersona [napravi] vrlo zanimljivu i ekscentričnu figuru".
O knjizi su u sklopu njezine zagrebačke promocije govorili književni kritičar i autor Tin Lemac te Neven Brlek.